# Onitis fulgidus
Onitis fulgidus là một loài bọ cánh cứng trong họ Bọ hung (Scarabaeidae).